# Glyptodontopelta
Glyptodontopelta is een geslacht van plantenetende ornithischische dinosauriërs, behorend tot de Ankylosauria, dat tijdens het late Krijt leefde in het gebied van het huidige Noord-Amerika.

## Vondst en naamgeving
De typesoort Glyptodontopelta mimus is in 2000 benoemd en beschreven door de amateurpaleontoloog Tracy Lee Ford. De geslachtsnaam combineert de naam van het gordeldier Glyptodon met het Klassiek Griekse πέλτη, peltè, "schild". De soortaanduiding betekent "nabootser" in het Latijn.
De bekende fossielen van de soort bestonden in 2000 slechts uit beenschubben, in New Mexico opgegraven in lagen die dateren van de grens tussen het late Campanien en het vroege Maastrichtien, ongeveer zeventig miljoen jaar oud. Het holotype, USNM 8610, bestaat uit drie fragmenten van een heupschild stammend uit de Ojo Alamo-formatie en gevonden bij Barrel Springs door geoloog John Bernard Reeside, Jr., in 1916.
In 2008 wees Michael Burns een groot aantal osteodermen toe die eerder waren ondergebracht bij Edmontonia australis. Het gaat hierbij om te beginnen om het holotype van die laatste soort, specimen NMMNH P-25063, een paar middelste segmenten van een halsberg. Verder betreft het de specimina NMMNH P-14266: twee zijsteeksels en pantserelementen van de borstkas en nek; NMMNH P-27420: een rechterborstplaat; NMMNH P-27450: een linkermiddensegment van een halsberg; NMMNH P-27849: een borstplaat en een stuk heupschild; SMP VP-1147: een grote schouderplaat; SMP VP-1319: een onderste schouderplaat; SMP VP-1640, SMP VP-1731, SMP VP-1825, SMP VP-1826, SMP VP-1831, SMP VP-1832, SMP VP-1863: partijen van een of meerdere losse osteodermen; SMP VP-2077: een rechthoekige schouderplaat van de zijde, een stuk heupschild en losse osteodermen; SMP VP-2109 en USNM 8611: stukken osteodermen.
Een uitzondering vormen specimina die ook delen van het postcraniaal skelet omvatten, zij het dat het hier slechts gaat om botfragmenten: SMP VP-1580, dat eenenzeventig volledige osteodermen omvat, onbepaalde botten en osteodermfragmenten; en SMP VP-2067, een stuk heupschild met een grotere osteoderm in het midden verbonden aan andere beenschubben en bekkenbot.
In 2015 werden nieuwe vondsten uit New Mexico aan Glyptodontopelta mimus toegewezen waaronder NMMNH P-20880, een partij elementen van halsbergen, en NMMNH P-22753, een ronde gekielde osteoderm van de achterste romp. Deze specimina stammen echter uit de Fruitlandformatie welke ongeveer 5,5 miljoen jaar ouder is.

## Beschrijving
Ford gaf in 2000 een diagnose, een opsomming van onderscheidende kenmerken. Grote asymmetrische en onregelmatige zeshoekige, vijfhoekige, en rechthoekige osteodermen met een plat of van lage richels voorziene oppervlak vormen een continu vergroeid heupschild over het bekken.
Ford meende dat hij een nieuwe classificatiemethode ontdekt had waarmee hij iedere schub meteen aan een bepaalde groep kon toekennen. De schubben van Glyptodontopelta zouden dan meteen herkenbaar zijn door hun gelijkenis met die van gordeldieren. Het gaat om grote platte schubben met hoogstens een lichte verhoging in plaats van een punt, die ook geen aanwijzing geeft over de oriëntatie van de schub. Ze hebben de vorm van een afgeronde vijfhoek of zeshoek met een doorsnede van ongeveer acht centimeter. De onderkant draagt een patroon ven verbindende vezels. De buitenkant bestaat uit dicht been en de binnenkant uit een sponsachtige structuur. Meestal wordt aangenomen dat dit soort schubben in een of meerdere rijen geplaatst was rond het bekken en daar een nauw aaneengesloten brede pantsergordel vormde. De twee hoofdfragmenten van het holotype bestaan uit zulke aaneengegroeide schubben. Een ander fragment is rechthoekig en is wellicht afkomstig van een gordel die de nekbasis beschermde in plaats van het heupschild.
Burns gaf in 2008 een afwijkende diagnose waarin hij ook het nieuwe materiaal betrok. De platen hebben een takvormig patroon op hun buitenkant bestaande uit adergroeven die spaakvormig van de kiel naar de buitenrand lopen en daartussen willekeurig verdeelde kleine putjes en gaatjes. De middelste segmenten van de halsbergen zijn rechthoekig met ronde randen en een kiel op hun gezamenlijke middenlijn. Victoria Megan Arbour erkende in 2014 dat althans de oppervlaktestructuur uniek is. Radiale patronen komen ook voor bij de kleine botschijfjes van Minmi .
Burns onderzocht ook de histologie, interne botstructuur, van de platen. De bovenwand bestaat uit een dikke laag compact bot; daaronder is de binnenkant gevuld met sponsachtig been. Een dergelijke opbouw is typisch voor de Nodosauridae.

## Fylogenie
Fords methode vond eerst geen navolging en het taxon werd algemeen beschouwd als een nomen dubium. Ook de groep Stegopeltinae, door Ford in 2000 benoemd om Glyptodontopelta en Stegopelta een plaats te geven, werd algemeen veronachtzaamd. In 2008 meende Michael Burns echter dat Glyptodontopelta wel degelijk een geldig taxon is, wees het echter toe aan de Nodosauridae en stelde dat Edmontonia australis een jonger synoniem is van Glyptodontopelta. Arbour bevestigde in 2014 dat Glyptodontopelta een nodosauride was. Stegopelta was dat ook maar ondanks de gedeelde eigenschap van zeshoekige osteodermen in het heupschild kon geen aparte aftakking Stegopeltinae vastgesteld worden.